# Silang, Cavite
Silang là đô thị của tỉnh Cavite, Philippines.

## Các barangay
Silang được chia ra thành 64 barangay.
| - Adlas - Balite I - Balite II - Balubad - Batas - Biga I - Biga II - Biluso - Buho - Bucal - Bulihan - Cabangaan - Carmen - Hukay - Iba - Inchican - Kalubkob - Kaong - Lalaan I - Lalaan II - Litlit - Lucsuhin - Lumil | - Maguyam - Malabag - Mataas Na Burol - Munting Ilog - Paligawan - Pasong Langka - Barangay I (Pob.) - Barangay II (Pob.) - Barangay III (Pob.) - Barangay IV (Pob.) - Barangay V (Pob.) - Pooc I - Pooc II - Pulong Bunga - Pulong Saging - Puting Kahoy - Sabutan - San Miguel II - San Vicente I - Santol - Tartaria - Tibig - Toledo | - Tubuan I - Ulat - Acacia - Anahaw I - Ipil I - Narra I - Yakal - Anahaw II - Banaba - Hoyo - Ipil II - Malaking Tatyao - Narra II - Narra III - San Miguel II - San Vicente II - Tubuan II - Tubuan III |